# In the Summertime (Mungo Jerry-dal)
Az In the Summertime a Mungo Jerry legismertebb és legsikeresebb kislemeze 1970-ből, mely később felkerült az együttes debütáló nagylemezére is. A dal számos slágerlistán helyet kapott.
Habár a dalt a frontember Ray Dorset szerezte, a kislemezen a szerzők neve mégis Mungo Jerry név alatt van feltüntetve. ISWC T-010.166.177-1 (szerző: Raymond Edward Dorsey). A szerző közreadott egy változatot a dalból In the Summertime Blues címen. (T-910.040.587-6)
A francia változat Jean Fracois Hammel: Magot Tcheri címen jelent meg (T-011.000.037-7)

## Fordítás
- Ez a szócikk részben vagy egészben  az   In the Summertime című angol Wikipédia-szócikk ezen változatának fordításán alapul.  Az eredeti cikk szerkesztőit annak laptörténete sorolja fel. Ez a jelzés csupán a megfogalmazás eredetét és a szerzői jogokat jelzi, nem szolgál a cikkben szereplő információk forrásmegjelöléseként.